# 民乐停车场
民乐停车场位于中国广东省深圳市龙华区民治街道梅观立交西北侧、新区大道与地铁4号线以西，是深圳地铁6号线两个车辆基地之一。

## 基本信息
民乐停车场项目占地面积11万平方米，总建筑面积10.6万平方米。

## 历史
- 2018年10月24日，民乐停车场项目公寓1#、2#楼主体结构顺利封顶[1]。
- 2019年2月20日，民乐停车场出入线隧道左线胜利贯通[3]。